# Aiwa
Aiwa (jap. アイワ) – marka elektroniki użytkowej będąca własnością i używana przez różne firmy w różnych okresach i regionach świata. Licencję na nią m.in. w USA posiada spółka Aiwa Corporation z siedzibą w Chicago (od 2015 r.). Z kolei Towada Audio z Tokio – m.in. na Japonię (od 2017 r.). W Meksyku i innych krajach Ameryki Łacińskiej, prawa własności należą do Audio Mobile Americas S.A.

## Historia
Firma Aiwa została założona w 1951 roku. Produkowała wysokiej jakości sprzętu audio, tj. głośniki, boomboxy, systemy stereo. Była liderem rynku w kilku z tych kategorii; w 1964 r. stworzyła pierwszy japoński dyktafon kasetowy. Od października 1961 r. do września 2003 r. spółka była notowana na giełdzie w Tokio.
Stała się nierentowna pod koniec lat dziewięćdziesiątych, a w 2003 r. została w całości kupiona przez spółkę Sony. Nowy właściciel zmienił jej wizerunek, logo, stworzył podmarkę skierowaną do młodego konsumenta. Przeprowadzone działania nie przyniosły wystarczającej, zdaniem Sony, poprawy i brand wycofano do 2006 roku. W 2015 r. prawa do niej na terenie USA odkupiła amerykańska firma Hale Devices, Inc., która zmieniła nazwę na Aiwa Corporation i pod nią produkuje sprzęt audio. Dwa lata później licencję na Japonię uzyskała Towada Audio z Tokio.

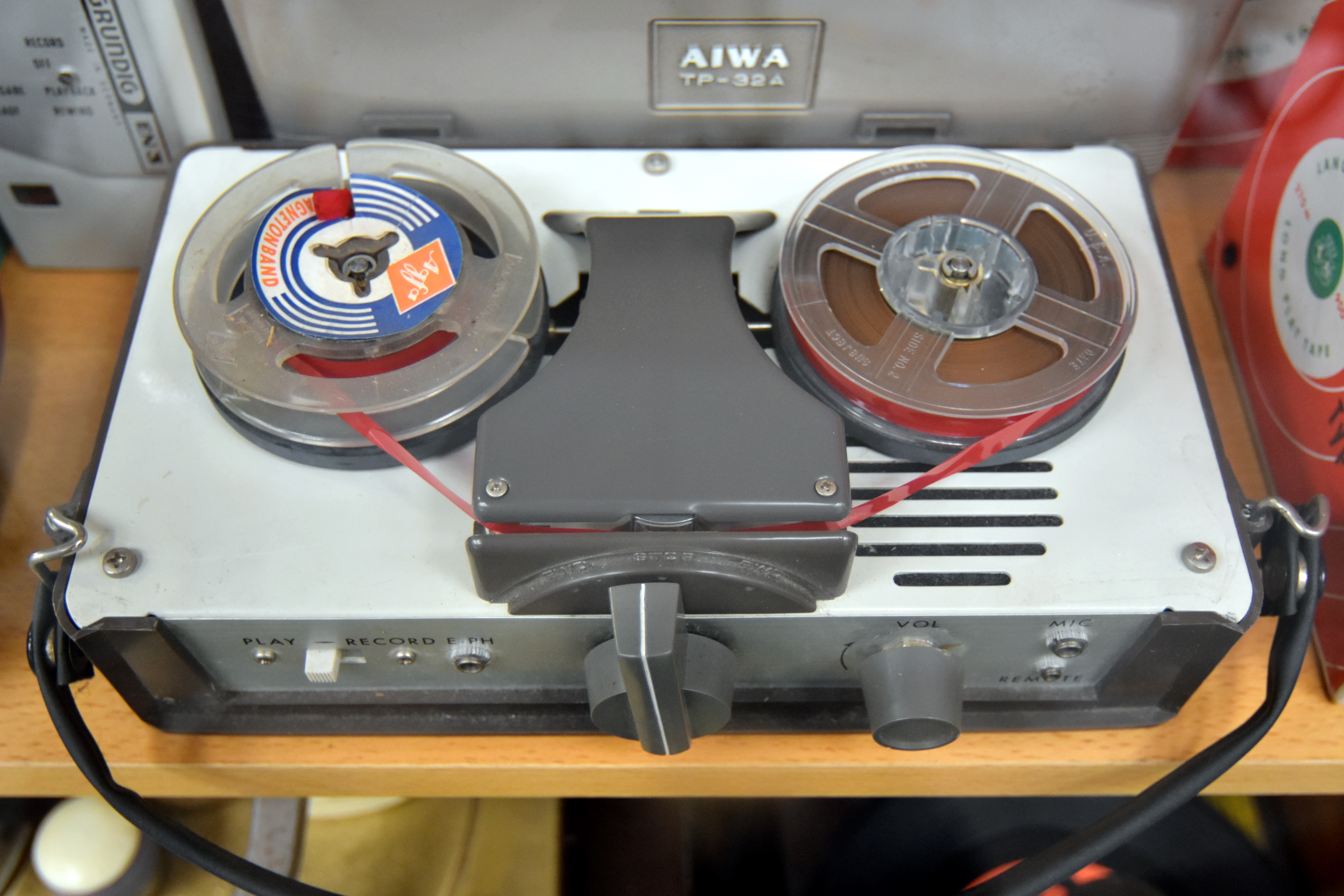
Magnetofon szpulowy
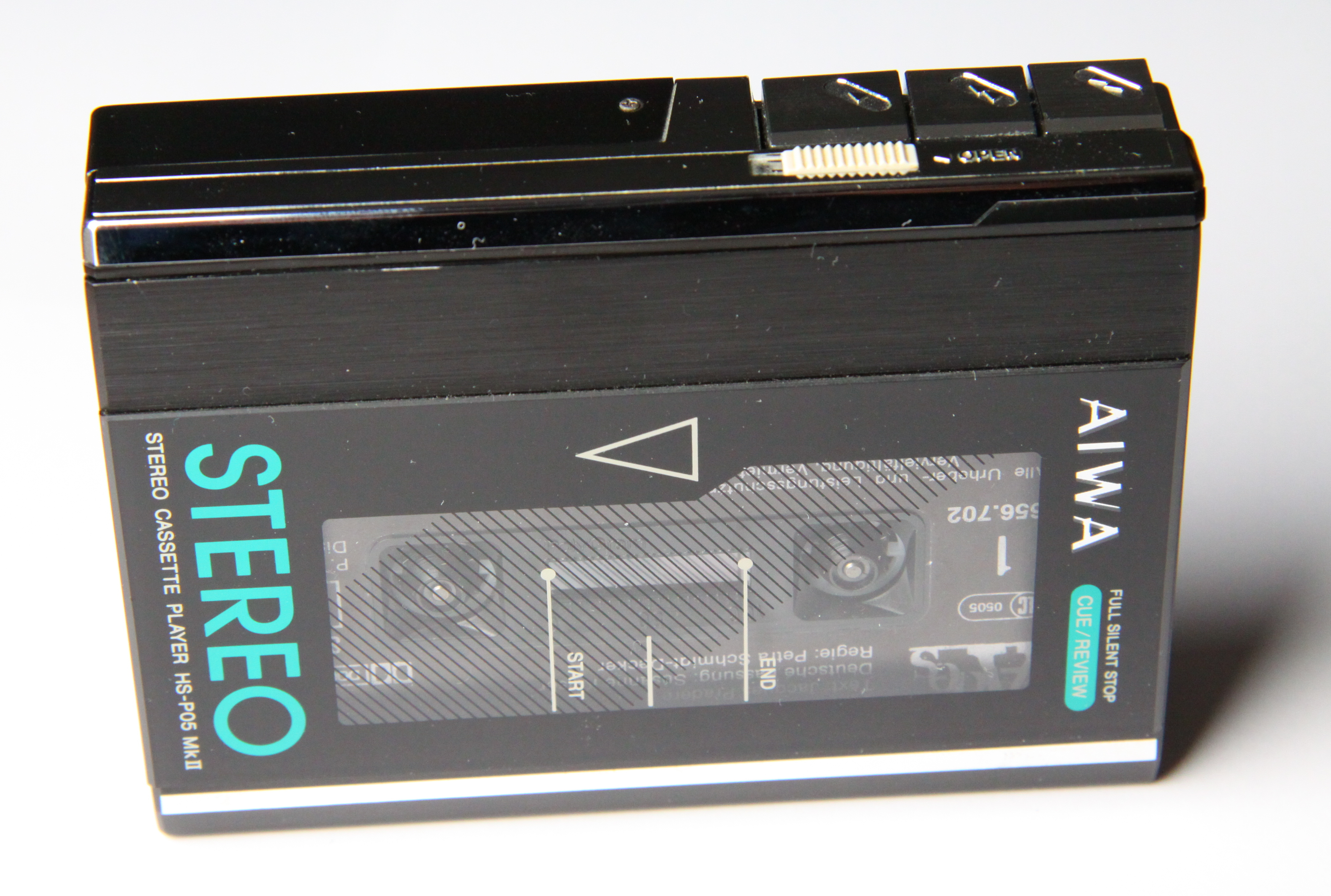
Przenośny odtwarzacz kaset magnetofonowych
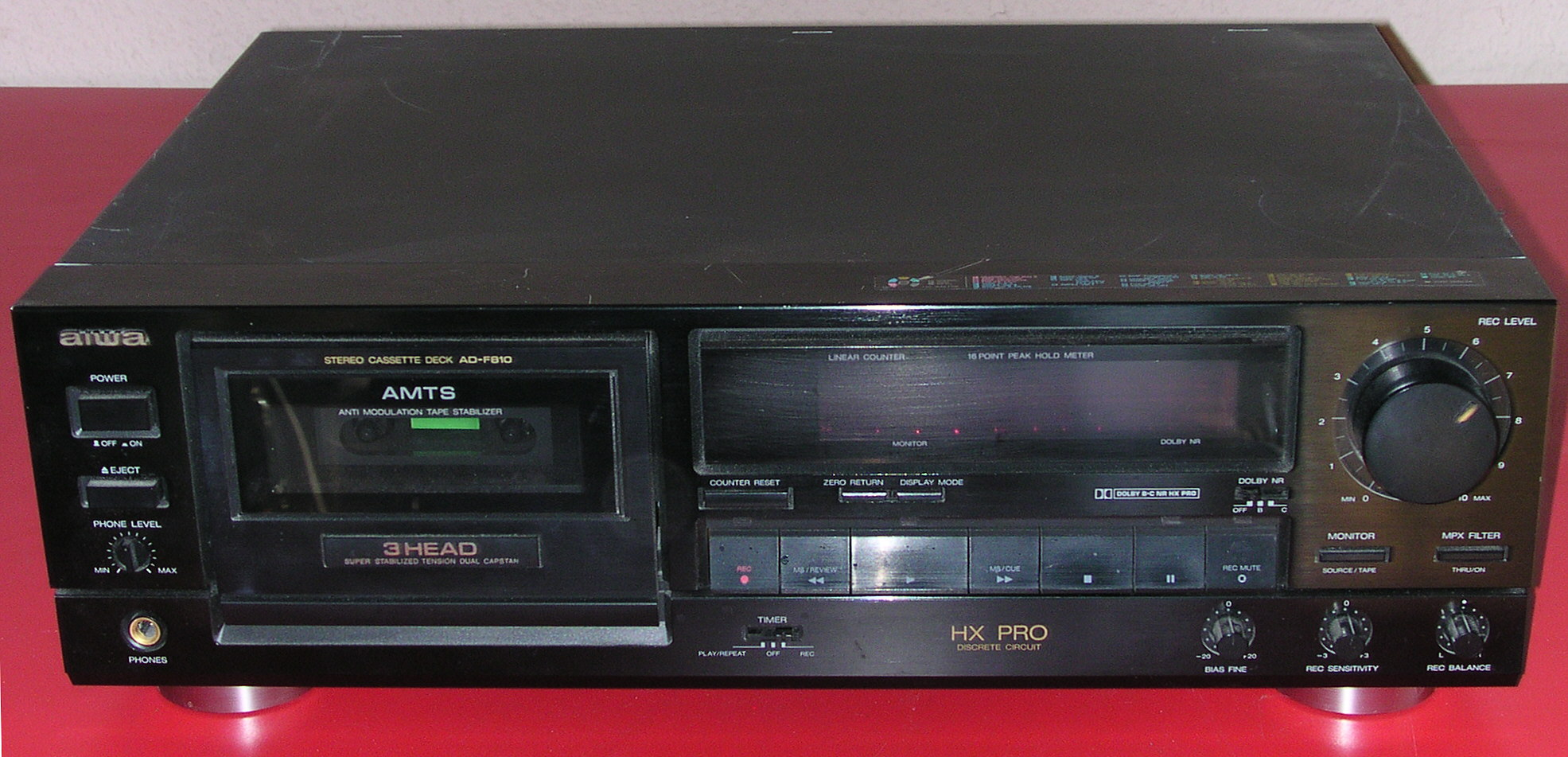
Deck kasetowy
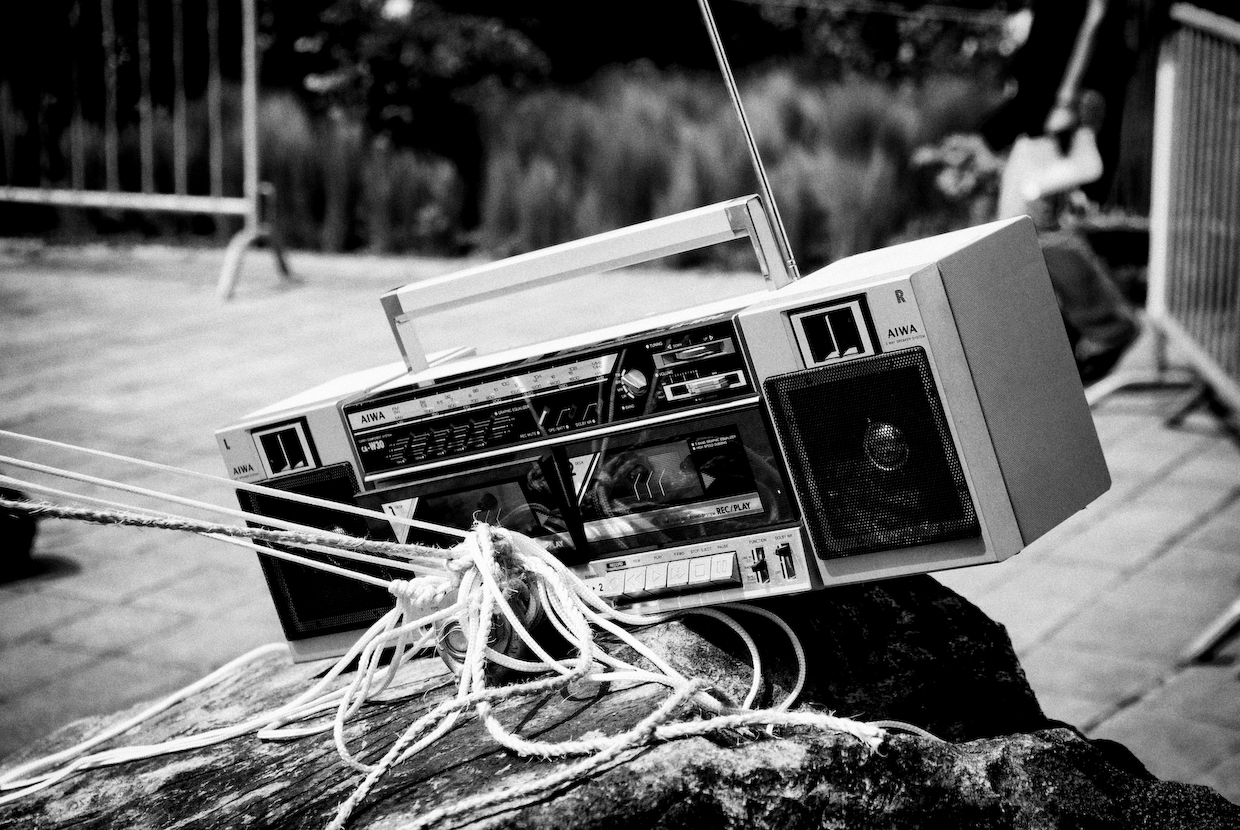
Boombox
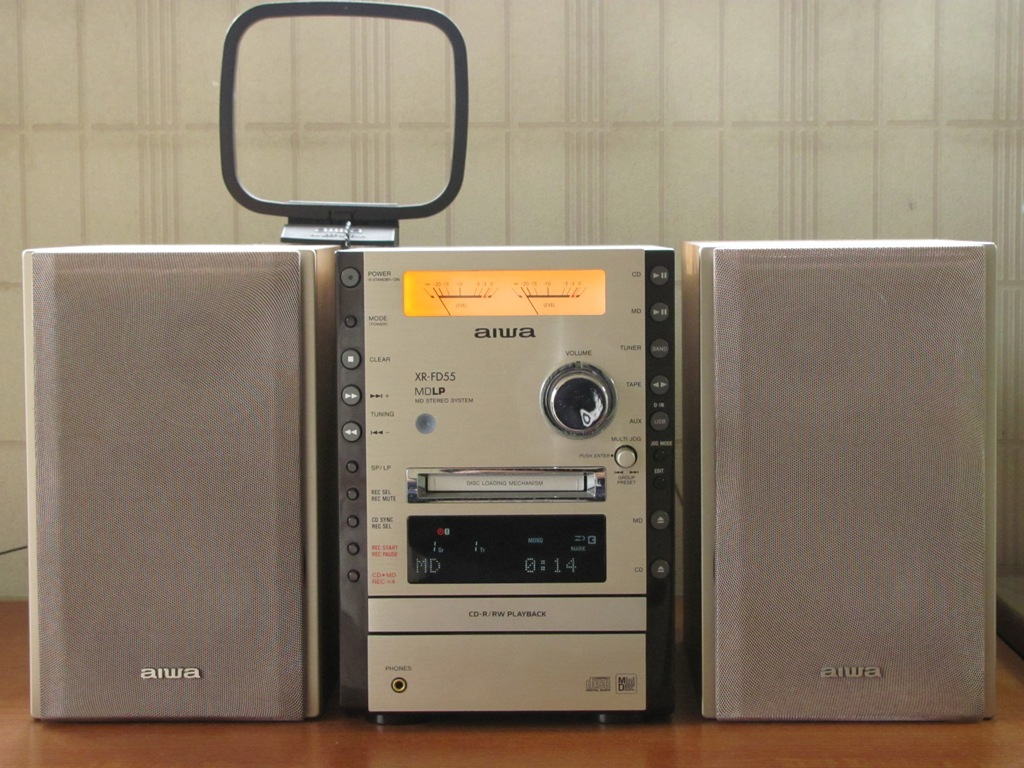
Mini-wieża Aiwa